# Jacob van Deventer
Jacob van Deventer (auch Jacob Roelofs, * um 1505 in Kampen (Niederlande); † 1575 in Köln) war ein Kartograf des 16. Jahrhunderts.

## Leben und Werk
Jacob van Deventer verbrachte seine Jugend in der Stadt Deventer, was seinen Namen erklärt. Bereits als 15-jähriger Junge fing er an, in Löwen Medizin zu studieren; später studierte er Mathematik und deren Teilbereiche zur Vermessung und Anfertigung von genauen Landkarten, auf Niederländisch: landmeetkunde genannt.
Um 1530 muss er von Karl V. den Auftrag erhalten haben, die einzelnen Provinzen der Niederlande kartografisch zu erfassen. Hier waren z. B. 1536 die Karte von Brabant fertig, 1542 jene von Holland, die aber alle nur in späteren Nachstichen bekannt sind, von denen die meisten Exemplare seit 1945 in Breslau verschollen sind.
1558 erhielt Jacob van Deventer vom spanischen König Philipp II. einen zweiten Auftrag, nun die wichtigsten Städte im Gebiet der damals spanischen Niederlande zu kartografieren. Dazu machte er noch Karten von mehreren kleineren Städten im heutigen Belgien sowie von Erkelenz, Geldern und Straelen in Deutschland. So entstanden bis 1570 etwa 300 mit Wasserfarben kolorierte Stadtansichten, von denen 222 in zwei Sammelbänden erhalten blieben; ein dritter Band ist verschollen. Van Deventer lebte für diese Arbeit längere Zeit in Mechelen nördlich von Brüssel. 1572 musste er nach Köln flüchten, wo seine Karten von Georg Braun für seinen gedruckten Atlas rezipiert wurden.
Jacob van Deventer war einer der ersten Kartographen, die zur Anfertigung von Karten (bei Van Deventer meistens Maßstab etwa 1:8000) die Triangulation anwendeten.
Van Deventer hatte die Gewohnheit, zunächst eine Skizze, minuut (1. Exemplar) genannt, mit niederländischen Beischriften zu machen. Viele dieser minuten befinden sich heute in der Königlichen Bibliothek von Brüssel. Dann arbeitete er die Karte genauer aus und machte die Beischriften dieser sogenannten Netzkarte dazu auf Latein. Die Mehrheit dieser Karten befindet sich in der Biblioteca Nacional de España in Madrid. Schließlich machte er dann noch detailliertere Nebenkarten von einzelnen Städten.

## Literatur

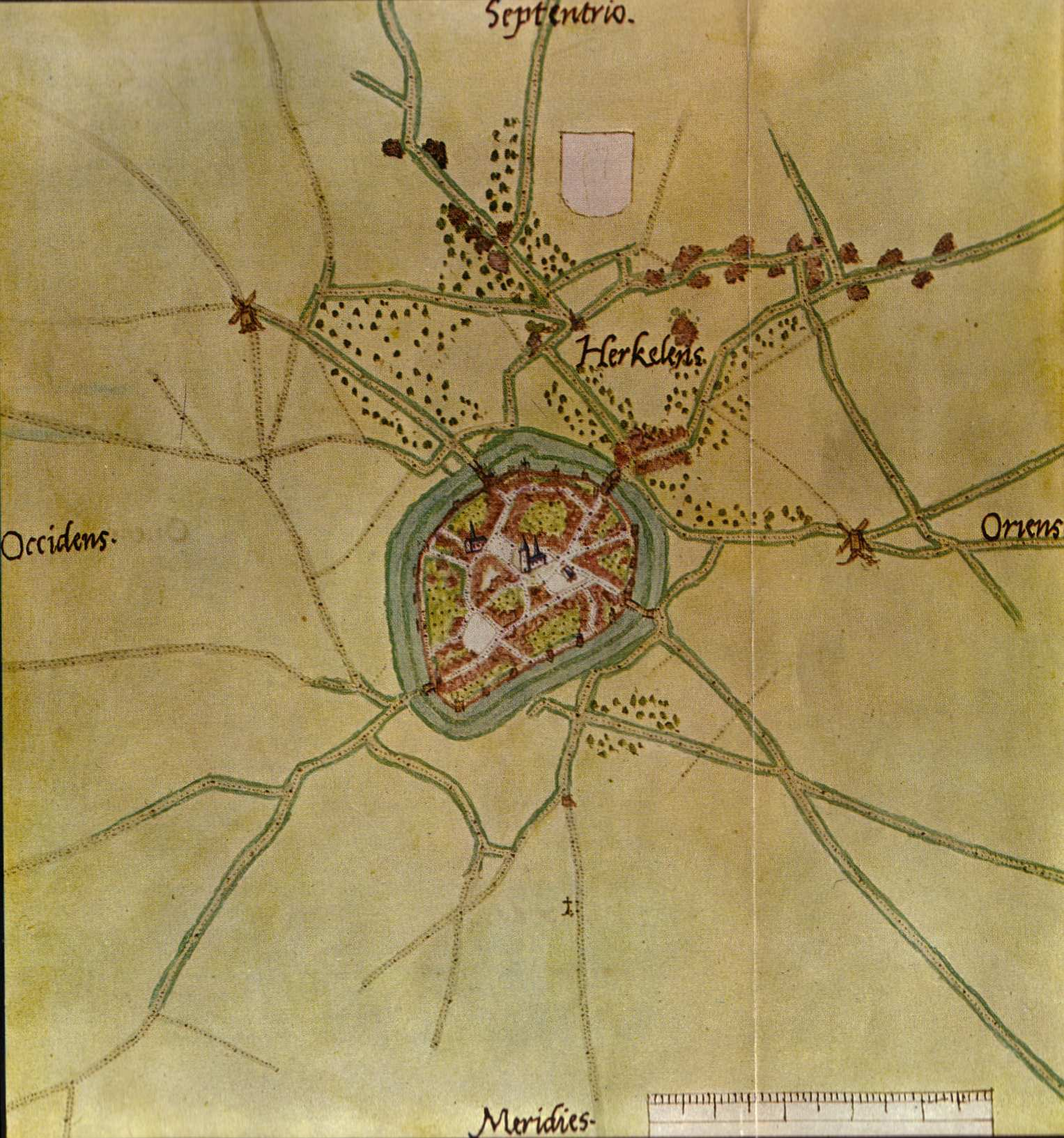
Stadt Herkelens, um 1560
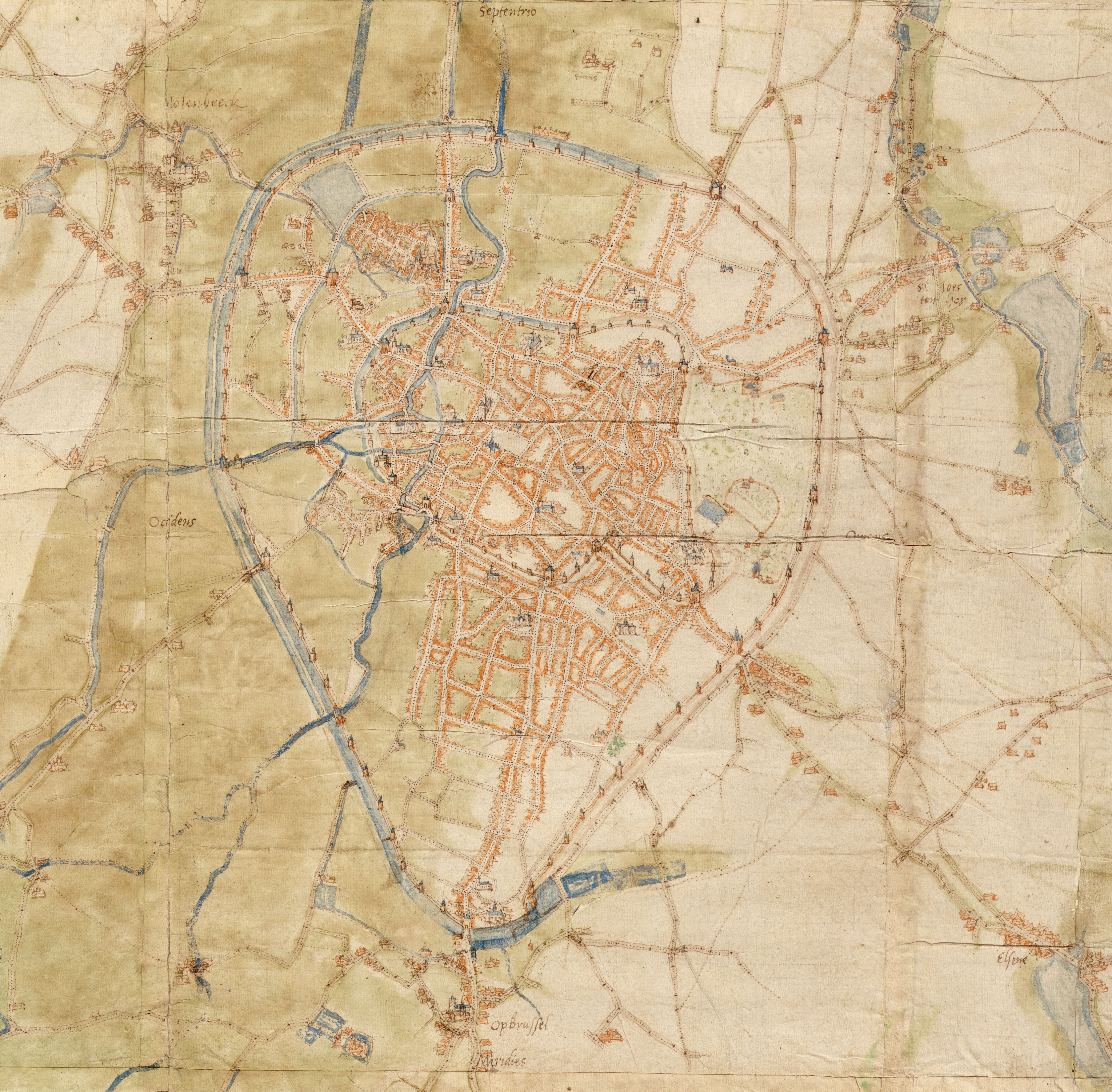
Plan der Stadt Brüssel, 1555